# Az É-szakik epizódjainak listája
Ez a cikk az É-szakik című sorozat epizódjait listázza.

## Évados áttekintés
| Évad | Évad | Epizódok | Eredeti sugárzás     | Eredeti sugárzás     | Eredeti adó       | Magyar sugárzás    | Magyar sugárzás   | Magyar adó |
| Évad | Évad | Epizódok | Évadpremier          | Évadfinálé           | Eredeti adó       | Évadpremier        | Évadfinálé        | Magyar adó |
| ---- | ---- | -------- | -------------------- | -------------------- | ----------------- | ------------------ | ----------------- | ---------- |
|      | 1    | 11       | 2021. január 3.      | 2021. május 16.      |                   | 2023. október 11.  | 2023. október 25. |            |
|      | 2    | 22       | 2021. szeptember 26. | 2022. május 22.      | 2023. október 26. | 2023. november 24. |                   |            |
|      | 3    | 22       | 2022. szeptember 25. | 2023. május 21.      | 2024. február 27. | 2024. március 27.  |                   |            |
|      | 4    | 20       | 2024. január 7.      | 2024. szeptember 15. |                   |                    |                   |            |
|      | 5    | 22       | 2024. december 22.   | 2025. szeptember 14. |                   |                    |                   |            |

## 1. évad (2021)
| Sor. | Év. | Cím                                                     | Rendező                     | Író                                                    | Premier                             | Nézettség   |
| ---- | --- | ------------------------------------------------------- | --------------------------- | ------------------------------------------------------ | ----------------------------------- | ----------- |
| 1.   | 1.  | Szexi jávorszarvas (Sexi Moose Adventure)               | Carlos Ramos és Casey Crowe | Lizzie Molyneux-Logelin, Wendy Molyneux és Minty Lewis | 2021. január 3. 2023. október 11.   | 2,34 millió |
| 2.   | 2.  | Nem emberevő lakoma (Feast of Not People Adventure)     | Joel Moser                  | Minty Lewis                                            | 2021. január 17. 2023. október 12.  | 6,10 millió |
| 3.   | 3.  | Avokádó csere-bere (Avocado Barter Adventure)           | Will Strode                 | Gabe Delahaye                                          | 2021. február 21. 2023. október 13. | 1,16 millió |
| 4.   | 4.  | Romantikus húsos kaland (Romantic Meat-Based Adventure) | Carlos Ramos és Casey Crowe | Lizzie Molyneux-Logelin és Wendy Molyneux              | 2021. február 28. 2023. október 16. | 0,97 millió |
| 5.   | 5.  | A mesés Kathleen (Curl Interrupted Adventure)           | Joel Moser                  | Matt Lawton                                            | 2021. március 7. 2023. október 17.  | 1,05 millió |
| 6.   | 6.  | Előítéletek (Pride & Prejudance Adventure)              | Neil Graf                   | Charlie Kelly                                          | 2021. március 14. 2023. október 18. | 1,12 millió |
| 7.   | 7.  | Kortárs művészet (Period Piece Adventure)               | Will Strode                 | Michelle Badillo és Caroline Levich                    | 2021. március 21. 2023. október 19. | 0,92 millió |
| 8.   | 8.  | Jeti-hívők (Keep Beef-lievin' Adventure)                | Joel Moser                  | Ted Travelstead                                        | 2021. április 11. 2023. október 20. | 1,03 millió |
| 9.   | 9.  | Tusk látogatása (Tusk in the Wind Adventure)            | Neil Graf                   | Kevin Avery                                            | 2021. április 18. 2023. október 23. | 0,94 millió |
| 10.  | 10. | Havas kaland (Game of Snownes Adventure)                | Neil Graf                   | Kashana Cauley                                         | 2021. május 9. 2023. október 24.    | 0,84 millió |
| 11.  | 11. | Titanicos esküvő (My Fart Will Go on Adventure)         | Will Strode                 | Laura Hooper Beck és Mike Olsen                        | 2021. május 16. 2023. október 25.   | 0,81 millió |

## 2. évad (2021-2022)
| Sor. | Év. | Cím                                                            | Rendező          | Író               | Premier                                | Nézettség   |
| ---- | --- | -------------------------------------------------------------- | ---------------- | ----------------- | -------------------------------------- | ----------- |
| 12.  | 1.  | Fogszabályozós kaland (Brace/Off Adventure)                    | Mario D'Anna     | Caroline Levich   | 2021. szeptember 26. 2023. október 26. | 1,85 millió |
| 13.  | 2.  | A punk menet (The Great Punkin' Adventure)                     | Celestino Marina | Matt Lawton       | 2021. október 3. 2023. október 27.     | 0,99 millió |
| 14.  | 3.  | Zombik az iskolában (The Yawn of the Dead Adventure)           | Joel Moser       | Kevin Seccia      | 2021. október 10. 2023. október 30.    | 1,99 millió |
| 15.  | 4.  | Delmer ébrentartása (Wanted: Delmer Alive Adventure)           | Tom King         | Mike Olsen        | 2021. október 17. 2023. október 31.    | 1,05 millió |
| 16.  | 5.  | A Craig-es kaland (Beef's Craig Beef Adventure)                | Will Strode      | Thomas Reyes      | 2021. október 24. 2023. november 1.    | 1,17 millió |
| 17.  | 6.  | Mi van a dobozban? (Skidmark Holmes Adventure)                 | Paul Scarlata    | Laura Hooper Beck | 2021. november 7. 2023. november 2.    | 1,69 millió |
| 18.  | 7.  | Fincsi tésztás kaland (Tasteful Noods Adventure)               | Michael Baylis   | Ted Travelstead   | 2021. november 14. 2023. november 3.   | 1,03 millió |
| 19.  | 8.  | Beef vadászata (Good Beef Hunting Adventure)                   | Neil Graf        | Kevin Seccia      | 2021. november 21. 2023. november 6.   | 2,15 millió |
| 20.  | 9.  | Kivilágos kivirradtig (From Tusk Til Dawn Adventure)           | Mario D'Anna     | Kevin Avery       | 2021. november 28. 2023. november 7.   | 1,81 millió |
| 21.  | 10. | Boldog karajcsont kaland (Dip the Halls Adventure)             | Neil Graf        | Thomas Reyes      | 2021. december 19. 2023. november 8.   | 1,92 millió |
| 22.  | 11. | Wolfokkal táncoló (Dances with Wolfs Adventure)                | Tom King         | Charlie Kelly     | 2022. január 2. 2023. november 9.      | 1,35 millió |
| 23.  | 12. | Beef mami (Beef Mommas House Adventure)                        | Michael Baylis   | Kashana Cauley    | 2022. február 27. 2023. november 10.   | 0,94 millió |
| 24.  | 13. | Se bű, se báj (Saved by the Spells Adventure)                  | Paul Scarlata    | Gabe Delahaye     | 2022. március 6. 2023. november 13.    | 1,08 millió |
| 25.  | 14. | Viharos kaland (Stools Rush in Adventure)                      | Mario D'Anna     | Carrie Clifford   | 2022. március 13. 2023. november 14.   | 0,79 millió |
| 26.  | 15. | Mateked érkezett (You've Got Math Adventure)                   | Neil Graf        | Caroline Levich   | 2022. március 20. 2023. november 15.   | 0,78 millió |
| 27.  | 16. | Lesz ez még így se (As Goldie as It Gets Adventure)            | Michael Baylis   | Laura Hooper Beck | 2022. március 27. 2023. november 16.   | 0,82 millió |
| 28.  | 17. | Moon napjai meg vannak számlálva (Dead Moon Walking Adventure) | Paul Scarlata    | Mike Olsen        | 2022. április 10. 2023. november 17.   | 0,77 millió |
| 29.  | 18. | Beef kalandja Játékföldjén (Beef's in Toyland Adventure)       | Neil Graf        | Kevin Seccia      | 2022. április 24. 2023. november 20.   | 0,75 millió |
| 30.  | 19. | Büntetés-költészet (Poetry of the Penals Adventure)            | Michael Baylis   | Ted Travelstead   | 2022. május 1. 2023. november 21.      | 0,75 millió |
| 31.  | 20. | Játszd újra, Ham! (Say It Again, Ham Adventure)                | Paul Scarlata    | Charlie Kelly     | 2022. május 8. 2023. november 22.      | 0,71 millió |
| 32.  | 21. | Óvakodj a vízi csúszdától! (Slide & Wet-Judice Adventure)      | Neil Graf        | Gabe Delahaye     | 2022. május 15. 2023. november 23.     | 0,83 millió |
| 33.  | 22. | Papának nem hiányzik a kaland (Papa Don't Fiend Adventure)     | Paul Scarlata    | Matt Lawton       | 2022. május 22. 2023. november 24.     | 0,69 millió |

## 3. évad (2022-2023)
| Sor. | Év. | Cím                                                                  | Rendező         | Író                                       | Premier                                | Nézettség   |
| ---- | --- | -------------------------------------------------------------------- | --------------- | ----------------------------------------- | -------------------------------------- | ----------- |
| 34.  | 1.  | Az emlékezetes késklub gyűlés (A Knife to Remember Adventure)        | Neil Graf       | Matt Lawton                               | 2022. szeptember 25. 2024. február 29. | 2,13 millió |
| 35.  | 2.  | Cillian és a katasztrófa dínók (Cillian Me Softly Adventure)         | Michael Baylis  | Kevin Avery                               | 2022. október 2. 2024. február 27.     | 1,09 millió |
| 36.  | 3.  | Ha elkap az ősz (Autumn If You Got Em Adventure)                     | Paul Scarlata   | Wendy Molyneux és Lizzie Molyneux-Logelin | 2022. október 9. 2024. február 28.     | 2,04 millió |
| 37.  | 4.  | Kabinláz (Code Enough Said Adventure)                                | Mario D'Anna    | Gabe Delahaye                             | 2022. október 16. 2024. március 6.     | 0,94 millió |
| 38.  | 5.  | Erdei fickók (Woodfellas Adventure)                                  | Paul Scarlata   | Kevin Seccia                              | 2022. október 23. 2024. március 5.     | 1,82 millió |
| 39.  | 6.  | Félni igazából szeretünk kaland (Blood Actually Adventure)           | Karen Hydendahl | Caroline Levich                           | 2022. október 30. 2024. március 4.     | 1,96 millió |
| 40.  | 7.  | Regényes nap (Mall-mento Adventure)                                  | Michael Baylis  | Kashana Cauley                            | 2022. november 13. 2024. március 1.    | 2,18 millió |
| 41.  | 8.  | Esküvőt, de ne véreset (Dick, Rick, Groom Adventure)                 | Neil Graf       | Kevin Avery                               | 2022. november 20. 2024. március 7.    | 0,92 millió |
| 42.  | 9.  | Méh-retes kaland (Bee's All That Adventure)                          | Michael Baylis  | Charlie Kelly                             | 2022. november 27. 2024. március 8.    | 0,97 millió |
| 43.  | 10. | Undi karácsony (Xmas With the Skanks Adventure)                      | Karen Hydendahl | Laura Hooper Beck                         | 2022. december 11. 2024. március 11.   | 1,82 millió |
| 44.  | 11. | Egy rákos kaland (Arranger-ous Minds Adventure)                      | Paul Scarlata   | Mike Olsen                                | 2023. január 1. 2024. március 12.      | 0,69 millió |
| 45.  | 12. | Ágyból is megárt a rossz (Enough Bed Adventure)                      | Mario D'Anna    | Thomas Reyes                              | 2023. február 19. 2024. március 13.    | 0,94 millió |
| 46.  | 13. | Nővérpaktum (Sister Pact Too Adventure)                              | Neil Graf       | Carlee Malemute                           | 2023. február 26. 2024. március 14.    | 0,72 millió |
| 47.  | 14. | A kis húsparádé kaland (Boy Meats World Adventure)                   | Karen Hydendahl | Kashana Cauley                            | 2023. március 5. 2024. március 18.     | 0,67 millió |
| 48.  | 15. | Alig se lehet randizni-kaland (Can't Hardly Date Adventure)          | Michael Baylis  | Matt Lawton                               | 2023. március 12. 2024. március 15.    | 0,65 millió |
| 49.  | 16. | Kórusveszély (Great Bus of Choir Adventure)                          | Paul Scarlata   | Drew Hanks                                | 2023. március 19. 2024. március 19.    | 0,64 millió |
| 50.  | 17. | Medvekaland (A Bear-tiful Find Adventure)                            | Mario D'Anna    | Ted Travelstead                           | 2023. április 16. 2024. március 20.    | 0,63 millió |
| 51.  | 18. | Szülinapi balhét (Pa-shank Redemption Adventure)                     | Neil Graf       | Matt Lawton                               | 2023. április 23. 2024. március 21.    | 0,76 millió |
| 52.  | 19. | Hátsó szándék (Rear Genius Adventure)                                | Michael Baylis  | Laura Hooper Beck                         | 2023. április 30. 2024. március 22.    | 0,66 millió |
| 53.  | 20. | Hol jó a hordó? (Barrel Be Blood Adventure)                          | Karen Hydendahl | Thomas Reyes                              | 2023. május 7. 2024. március 25.       | 0,59 millió |
| 54.  | 21. | Amíg a szag el nem választ 1. rész (For Whom the Smell Tolls Part 1) | Mario D'Anna    | Caroline Levich                           | 2023. május 14. 2024. március 26.      | 0,61 millió |
| 55.  | 22. | Amíg a szag el nem választ 2. rész (For Whom the Smell Tolls Part 2) | Neil Graf       | Kevin Seccia                              | 2023. május 21. 2024. március 27.      | 0,65 millió |

## 4. évad (2024)
| Sor. | Év. | Cím                            | Rendező         | Író                  | Premier              | Nézettség   |
| ---- | --- | ------------------------------ | --------------- | -------------------- | -------------------- | ----------- |
| 56.  | 1.  | Bad Speecher Adventure         | Damil Bryant    | Asha Michelle Wilson | 2024. január 7.      | 0,81 millió |
| 57.  | 2.  | Risky Beefness Adventure       | Neil Graf       | Ted Travelstead      | 2024. február 18.    | 0,45 millió |
| 58.  | 3.  | Aunt Misbehavin' Adventure     | Karen Hydendahl | Gabe Delahaye        | 2024. február 25.    | 0,44 millió |
| 59.  | 4.  | Ready Mayor Won Adventure      | Neil Graf       | Marina Cockenberg    | 2024. március 3.     | 0,47 millió |
| 60.  | 5.  | Cheese All That Adventure      | Damil Bryant    | Kevin Seccia         | 2024. március 10.    | 0,59 millió |
| 61.  | 6.  | The Mighty Pucks Adventure     | Damil Bryant    | Thomas Reyes         | 2024. március 17.    | 0,48 millió |
| 62.  | 7.  | Judy Presents: The Staircake   | Michael Baylis  | Caroline Levich      | 2024. március 24.    | 0,51 millió |
| 63.  | 8.  | Bear of Beeftown Adventure     | Karen Hydendahl | Charlie Kelly        | 2024. április 7.     | 0,47 millió |
| 64.  | 9.  | Idita-Ruth Adventure           | Michael Baylis  | Matt Lawton          | 2024. április 14.    | 0,55 millió |
| 65.  | 10. | A Chug's Life Adventure        | Karen Hydendahl | Kit Boss             | 2024. április 14.    | 0,49 millió |
| 66.  | 11. | High Expectations Adventure    | Neil Graf       | Carlee Malemute      | 2024. április 21.    | 0,59 millió |
| 67.  | 12. | Any Court in a Storm Adventure | Michael Baylis  | Laura Hooper Beck    | 2024. április 28.    | 0,39 millió |
| 68.  | 13. | You've Got Sail Adventure      | Neil Graf       | Asha Michelle Wilson | 2024. május 5.       | 0,52 millió |
| 69.  | 14. | Doctor? No! Adventure          | Damil Bryant    | Matt Lawton          | 2024. május 12.      | 0,47 millió |
| 70.  | 15. | Fifty Worst Dates Adventure    | Damil Bryant    | Marina Cockenberg    | 2024. május 19.      | 0,49 millió |
| 71.  | 16. | Excess Cabbage Adventure       | Michael Baylis  | Jay Kasten           | 2024. szeptember 1.  | 0,49 millió |
| 72.  | 17. | Welcome to Miami Adventure     | Karen Hydendahl | Gabe Delahaye        | 2024. szeptember 8.  | 1,16 millió |
| 73.  | 18. | Worst Drives Club Adventure    | Karen Hydendahl | Carrie Clifford      | 2024. szeptember 8.  | 0,88 millió |
| 74.  | 19. | Look Who's Squawking Adventure | Neil Graf       | Brian Bahe           | 2024. szeptember 15. | 0,59 millió |
| 75.  | 20. | Am I the Ice Hole? Adventure   | Michael Baylis  | Ted Travelstead      | 2024. szeptember 15. | 0,56 millió |

## 5. évad (2024-2025)
| Sor. | Év. | Cím                              | Rendező           | Író                                       | Premier              | Nézettség   |
| ---- | --- | -------------------------------- | ----------------- | ----------------------------------------- | -------------------- | ----------- |
| 76.  | 1.  | The Lies Aquatic Adventure       | Karen Hydendahl   | Wendy Molyneux és Lizzie Molyneux-Logelin | 2024. december 22.   | 0,59 millió |
| 77.  | 2.  | The Prince of Hides Adventure    | Damil Bryant      | Anthony Gioe és Nick Mandernach           | 2025. február 23.    | 0,59 millió |
| 78.  | 3.  | Bots on the Side Adventure       | Mario D'Anna      | Caroline Levich                           | 2025. március 2.     | 0,52 millió |
| 79.  | 4.  | Silence of the Dams Adventure    | Aimee Steinberger | Carlee Malemute                           | 2025. március 9.     | 0,46 millió |
| 80.  | 5.  | Bust a Moon Adventure            | Karen Hydendahl   | Kevin Seccia                              | 2025. március 16.    | 0,43 millió |
| 81.  | 6.  | Can't Hardly Debate Adventure    | Damil Bryant      | Marina Cockenberg                         | 2025. március 23.    | 0,49 millió |
| 82.  | 7.  | It's Compli-skated Adventure     | Mario D'Anna      | Asha Michelle Wilson                      | 2025. március 30.    | 0,53 millió |
| 83.  | 8.  | Ghouls Rush In Adventure         | Aimee Steinberger | Emily Heller                              | 2025. április 6.     | 0,57 millió |
| 84.  | 9.  | Dial M for Moon-der Adventure    | Karen Hydendahl   | Gabe Delahaye                             | 2025. április 13.    | 0,48 millió |
| 85.  | 10. | Ham to Lose A Guy Adventure      | Damil Bryant      | Matt Lawton                               | 2025. április 27.    | 0,53 millió |
| 86.  | 11. | Dungeon Aunt Dragons Adventure   | Mario D'Anna      | Jay Kasten                                | 2025. május 4.       | 0,43 millió |
| 87.  | 12. | Jude-night Run Adventure         | Karen Hydendahl   | Caroline Levich                           | 2025. május 11.      | 0,53 millió |
| 88.  | 13. | Sunset Beeflevard Adventure      | Aimee Steinberger | Anthony Gioe és Nick Mandermach           | 2025. május 29.      | 0,54 millió |
| 89.  | 14. | Reservoir Dad Adventure          | Damil Bryant      | Drew Hanks                                | 2025. június 5.      | 0,40 millió |
| 90.  | 15. | MIB: Men in Belts Adventure      | Mario D'Anna      | Carlee Malemute                           | 2025. június 12.     | 0,54 millió |
| 91.  | 16. | Super Smash Lovers Adventure     | Aimee Steinberger | Matt Lawton                               | 2025. június 19.     | 0,39 millió |
| 92.  | 17. | Serendipi-Beef Adventure         | Karen Hydendahl   | Marina Cockenberg                         | 2025. június 19.     | 0,43 millió |
| 93.  | 18. | Heelraiser Adventure             | Damil Bryant      | Kevin Seccia                              | 2025. július 17.     | 0,40 millió |
| 94.  | 19. | Anchor Ham Adventure             | Mario D'Anna      | Asha Michelle Wilson                      | 2025. augusztus 14.  | 0,49 millió |
| 95.  | 20. | Cakeleration of Judedependence   |                   |                                           | 2025. szeptember 7.  |             |
| 96.  | 21. | Into the Russell-verse Adventure |                   |                                           | 2025. szeptember 14. |             |
| 97.  | 22. | It's a Beef-derful Life          |                   |                                           | 2025. szeptember 14. |             |